# 21 (Johannes Schmoelling)
21 is een studioalbum uit gebracht onder de artiestennaam ABFMRSW. 

## Inleiding
Johannes Schmoelling is al decennia actief binnen de elektronische muziek. Hij werkte daarbij met een aantal artiesten binnen dezelfde niche. Voorts leidde hij het genreplatenlabel Viktoriapark. De afkorting ABFMRSW (S=Schmoelling) staat voor de artiesten waarmee hij heeft samengewerkt en ook op dit album mee samen werkte. Het bevat negen tracks opgenomen in ieders eigen geluidsstudio en uiteindelijk bij Behrens samengebracht en gemixt. Het betekende op één track een vernieuwde samenwerking met Jerome Froese met wie Schmoelling enkele jaren werkzaam was binnen Tangerine Dream. De meeste muziek is in de stijl van de Berlijnse School voor elektronische muziek.

## Muziek
| Nr. | Titel                                   | Duur |
| --- | --------------------------------------- | ---- |
| 1.  | Philisophical robots (met Andreas Merz) | 8:27 |
| 2.  | Against the courtiers (met Krt Ader)    | 5:45 |
| 3.  | House of mirrors (met Jonas Behrens)    | 6:08 |
| 4.  | Outer limit (met Lambert Ringlage)      | 8:11 |
| 5.  | Spun sugar (met Jerome Froese)          | 9:13 |
| 6.  | Escape plan (met Kurt Ader)             | 5:59 |
| 7.  | Swordplay (met Rob Waters)              | 8:34 |
| 8.  | Reflections (met Andreas Merz)          | 5:47 |
| 9.  | Old days (met Jonas Behrens)            | 5:44 |